# Bhajju Shyam
Bhajju Shyam (Patanghar, 1971) è un pittore indiano.
Di etnia gond, Bhajju Shyam emigrò dal villaggio natale di Patanghar verso Bhopal nel 1989; là il suo talento venne notato dallo zio, Jangarh Singh Shyam, anch'esso artista, che lo prese con sé nella sua bottega come apprendista.
Nel 2002, il proprietario di un ristorante indiano situato a Londra lo invitò per affrescare il proprio locale; la sua permanenza di due mesi nella capitale londinese gli fornì l'ispirazione per gli schizzi e le opere raccolte sotto il titolo di Il libro della giungla a Londra.
In Italia è stata allestita una mostra delle sue opere a Milano nel 2005, organizzata dalla galleria Arteutopia e da Adelphi.